# Сутчево
Сутчево, (чув. Кукашни) — деревня Мариинско-Посадском муниципальном округе Чувашии. С 2004 по 2022 гг -административный центр Сутчевского сельского поселения.

## Символика
15 августа 2008 года утверждены герб и флаг Сутчевского поселения. Они официально внесены в Государственный геральдический регистр Российской Федерации за № 4340 и 4341. Автор герба и флага — В. А. Шипунов.

### Геральдическое описание Герба муниципального образования
«В зелёном поле узкий золотой крест с пнистыми концами, поверх всего в середине — серебряная львиная голова прямо, расположенная таким образом, что верхний и боковые концы креста находятся под нею, а нижний выходит у неё из пасти. В вольной части — законодательно установленная символика Чувашской Республики».

### Описание Флага муниципального образования
«Прямоугольное полотнище с отношением ширины к длине 2:3, воспроизводящее композицию герба Сутчевского сельского поселения в зелёном, жёлтом и белом цветах».

## Социально-значимые объекты
- средняя общеобразовательная школа
- 1 сельская библиотека
- 1 сельский клуб
- 2 магазина ТПС

## Улицы
В настоящий момент Сутчево состоит из 8 улиц:
- Березовая ул.
- Липовая ул.
- Новая ул.
- Овражная ул.
- Октябрьская ул.
- Садовая ул.
- Советская ул.
- Школьная ул.